# いのちの福音
いのちの福音（いのちのふくいん、ラテン語: Evangelium Vitae/英: The Gospel of Life）とは、教皇ヨハネ・パウロ二世が1995年3月25日に出した回勅である。「人間のいのちの価値と不可侵性について 司教、司祭と助祭、修道者、信徒、そしてすべての善意の皆さんへ」宛てられたものである。

## いのちの福音

### 序文
いのちの福音はイエス・キリストのメッセージの中核にある。いのちには尊厳無比の価値が与えられているのにもかかわらず、いのちがおびやかされている。

### 第一章　おまえの弟の血が土の中からわたしに向かって叫んでいる
創世記4章にあるアダムの息子で最初の殺人者であるカインとその弟アベルの記事から、いのちに襲い掛かる脅威について説明し、ヘブル12:22からイエス・キリストの十字架の血を示す。

### 第二章　わたしが来たのは羊がいのちを受けるためである
いのちについてのメッセージである。エレミヤ1:5を引用し、胎児のいのちにも尊厳があることを教えている。

### 第三章　殺してはならない
神の永遠の律法は「殺してはならない」と命じる。人工妊娠中絶は殺人である。1917年の教会法典は、中絶の罪に対し教会の宣告を待たずに自動的に破門とされる伴事的破門制裁を定めているが、改定された教会法典でもこの規定は有効であり、中絶をした者と、手助けした者は破門される。

### 第四章　それは、わたしにしてくれたことである
題名はもっとも小さな者にしたことは、わたしにしてくれたことであるというイエス・キリストのことば。女性に向かって人をいのちと和解させるように訴え、母性を体験するようにすすめる。

### 結び
イエス・キリストに目を向け、マリアの母性、教会の母性について教え、「新しい天と新しい地」（黙示録21:1）を目指して、マリアで結んでいる。悪い者がいのちを脅かしているが、やがて死のない世界が到来する。